# Vissenaken

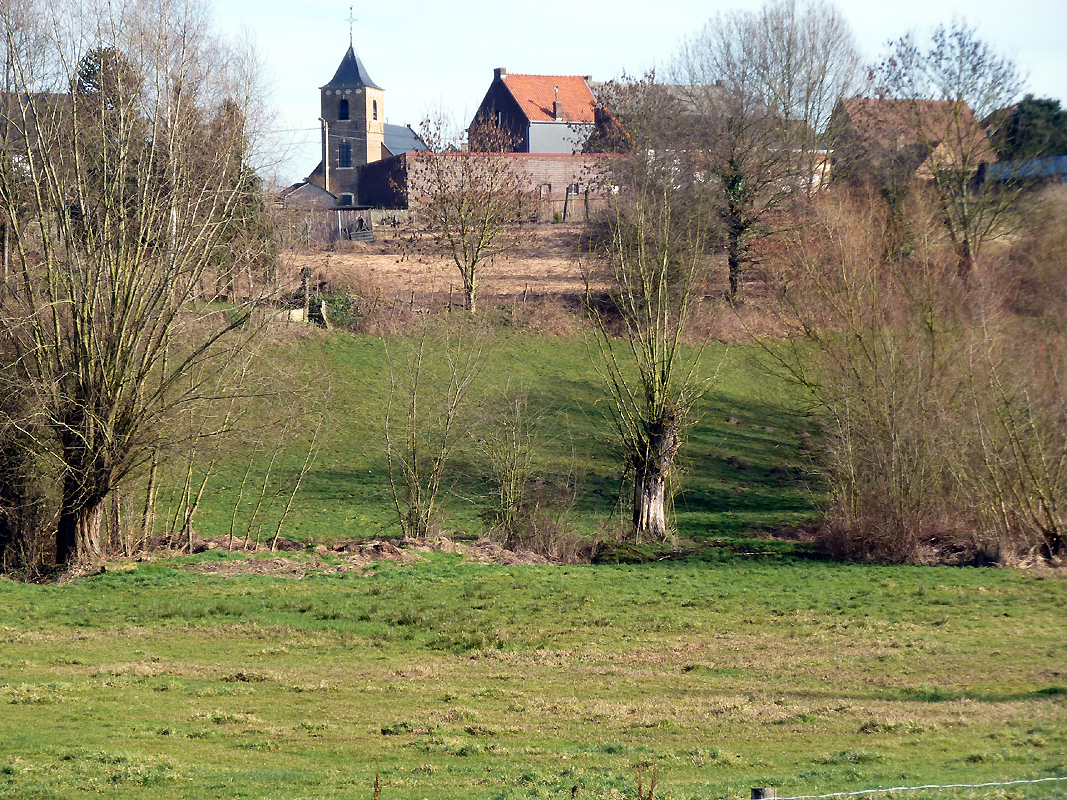
Sint-Mertens-Vissenaken

Vissenaken is een dorp in de Belgische provincie Vlaams-Brabant en een deelgemeente van Tienen. Vissenaken was een zelfstandige gemeente tot aan de gemeentelijke herindeling van 1971.
De plaats ligt ten noorden van de stad Tienen en bestaat uit twee parochies: Sint-Martens en Sint-Pieters. Het waren twee afzonderlijke gemeenten tot 1825. De parochie van Sint-Martens Vissenaken heette vroeger ook Sint-Himelinus, zo genoemd naar de heilige Himelijn die in Vissenaken in 631 zou gestorven zijn.

## Toponymie
In oude oorkonden krijgt de plaats zowel Gallo-Romeinse als Germaanse benamingen: 1147 Fennache, 1214 Vissnake, 1217 de Fenaco, 1226 Vesnaken. Vertrekkend van de ene of de andere vorm komen toponymisten tot verschillende verklaringen van de dorpsnaam.
Voor sommigen is Vissenaken te reconstrueren als *Fassiniacas, dit is de Germaanse persoonsnaam Fasso + het achtervoegsel iniacas. Vissenaken betekent aldus: bij de lieden van Fasso. Fasso is een Germaanse vleivorm uit de tweestammige naam Fastwin. Door de werking van de umlaut in de 8e eeuw evolueerde de vorm Fassiniacas in Romaanse mond tot Fenaco, in Germaanse tot Ves(se)naken. Anderen zoeken de oorsprong van Vissenaken in de Gallo-Romeinse naam: vicinacum of vicinaticum, d.i. nederzetting.

## Geschiedenis

### Romeins verleden
De ontdekking van allerlei Romeinse voorwerpen staaft dat Vissenaken oorspronkelijk een Romeinse nederzetting was. Het betreft onder meer een gouden muntstuk van Nero, een bronzen muntstuk van Claudius II Gothicus, een bronzen muntstuk van Trajanus, een bronzen muntstuk van keizer Domitianus en verder heel wat Gallo-Romeins aardewerk en zelfs restanten van een Romeinse woning uit de tweede of derde eeuw. Andere ontdekte voorwerpen (drie Merovingische wapens, Frankische vazen) getuigen van een Merovingische en Frankische nederzetting in Vissenaken.

### Legende van Sint-Himelinus
De eerste die over Sint-Himelinus schreef was de augustijn Jan Gielemans, subprior van het Rooklooster in het Zoniënwoud bij Brussel. Dit was in 1476, oftewel 800 jaar later. Teruggekeerd van een reis naar Rome zou Himelijn, een pelgrim uit Ierland, in Vissenaken aangekomen zijn. Hij vroeg aan de dienstmeid van de pastoor om te drinken. Deze weigerde haar kruik, omdat er veel pest heerste, maar na veel aandringen van de Ierse pelgrim liet ze het toch toe. Bij de pastoor aangekomen was het water veranderd in wijn. Himelijn stierf drie dagen later anno 631 in de pastorie aan de pest. Zijn feestdag valt op 10 maart. De heilige Himelinus is overigens enkel in Vissenaken bekend.

### Tachtigjarige Oorlog
De godsdienstoorlogen in de 16e eeuw waren rampzalig voor Vissenaken. Het Hageland, grensgebied tussen Brabant en het prinsbisdom Luik, werd voortdurend onder de voet gelopen door krijgsbendes, meestal huurlingen die uitsluitend van plundering leefden.
In 1568 betwistte Fernando Alvarez de Toledo, hertog van Alva, de toegang tot onze provincies aan Willem I, prins van Oranje. Na zijn doortocht door Tienen sloeg Alva op 21 oktober zijn tenten op te Vissenaken-Sint-Pieter. Het kampement zou er twee dagen blijven. Enkele jaren later, op 15 september 1576, vochten Spanjaarden en Staatse legers een dramatische veldslag uit in Vissenaken-Sint-Pieter. De exacte locatie van deze veldslag is moeilijk te plaatsen omdat verschillende kaarten ze elders plaatsen, de veldslag hield plaats ter hoogte van het militair depot.  Het dorp, en ook de naburige gemeenten Bunsbeek en Sint-Margriete-Houtem werden door beide legers helemaal vernietigd. Al de inwoners hadden hun erf verlaten. Tien jaar lang zou het dorp onbewoond blijven. Het Twaalfjarig Bestand (1609-1621) onder de regering van de aartshertogen Albrecht en Isabella bracht tijdelijke rust, maar in 1625 trokken weer Franse, Hollandse en Spaanse troepen door Vissenaken die de inwoners verjoegen. In de Sint-Maartenskerk braken ze de vergulde ciborie in stukken en vernielden ze het tabernakel en de doopvont.

### 18e eeuw tot heden
De in het jaar 1709 gehouden telling stelde de totale bevolking vast op een totaal van 350.

## Bezienswaardigheden
- Een bekend natuurgebied is de Rozendaalvallei of gewoon het Rozendaal dat zich van zuid naar noord uitstrekt over het dorp.
- De Sint-Maartenskerk
- De Sint-Pieterskerk
- De kapel van Sint-Himelinus, gebouwd in 1817
- De kapel van Onze-Lieve Vrouw
- De kapel van Onze-Lieve Vrouw van het Heilig Hart
- De kapel van Onze-Lieve Vrouw van Smarten
- De kapel Heilig-Hart van Jezus
- De Dalemse Molen

## Natuur en landschap
Vissenaken ligt in de Haspengouw op een hoogte van 38-85 meter. Ten noorden van de kom stroomt de velpe in noordoostelijke richting.

## Lijst van burgemeesters
- Ludovicus Verbeylen (1851-1879)[3]
- Charles Vanparys[4]

## Demografische ontwikkeling
- Bronnen:NIS, Opm:1831 tot en met 1970=volkstellingen; 1976 = inwoneraantal op 31 december

## Foto's

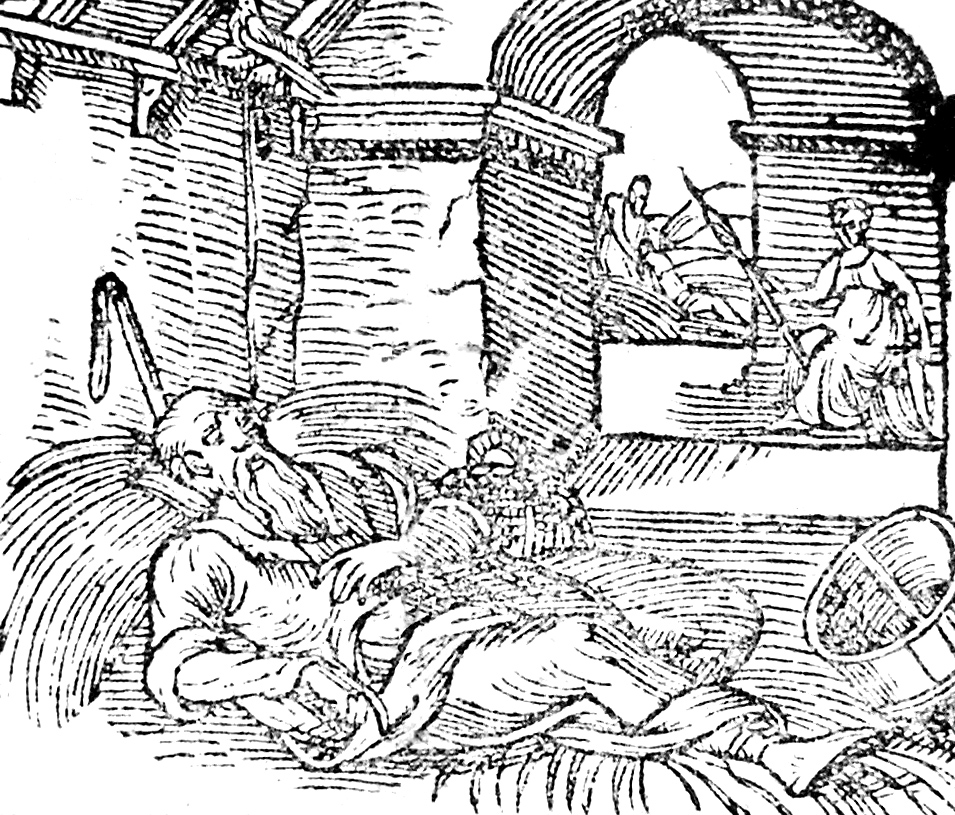
Sint-Himelinus
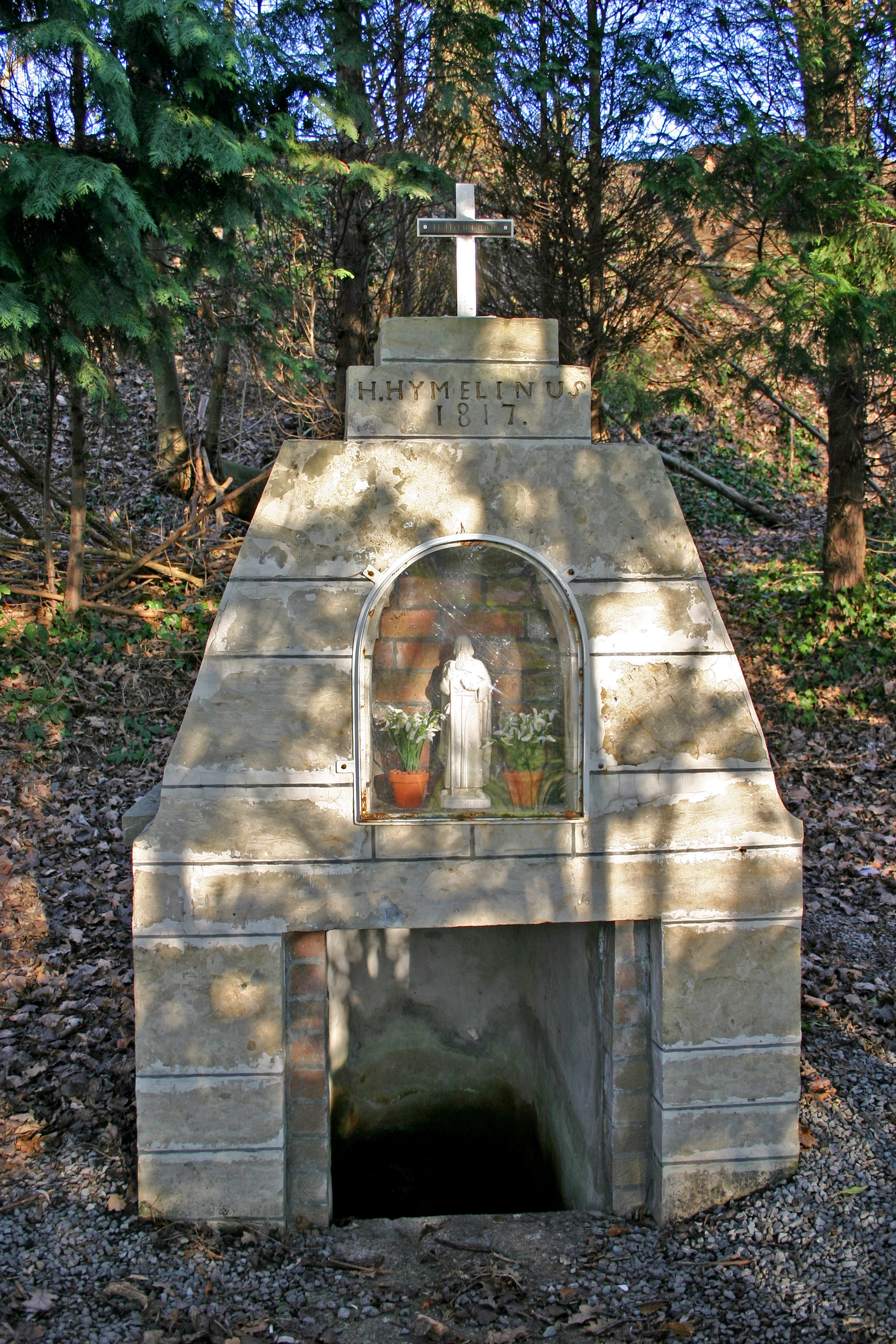
De bron van Sint-Himelinus
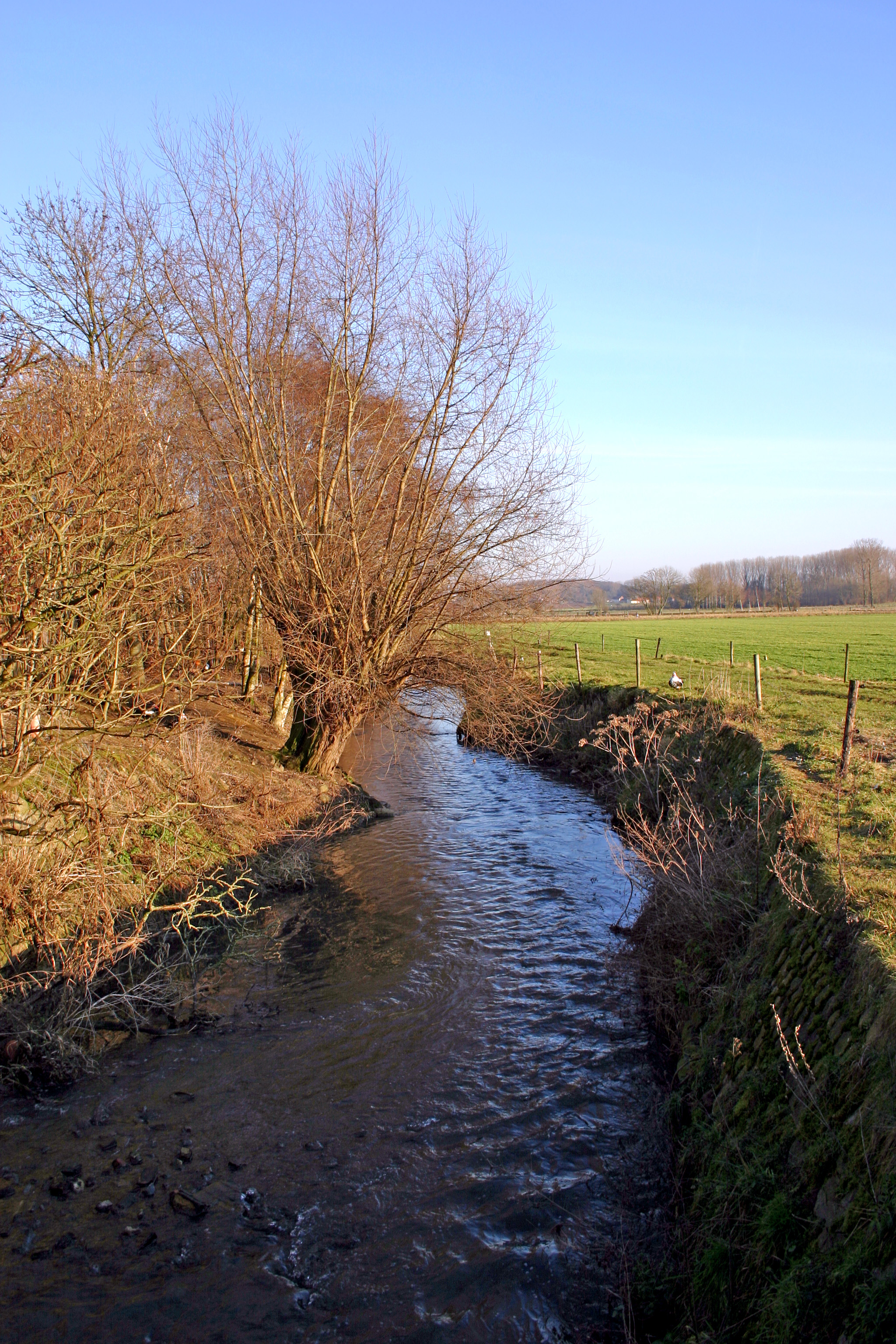
De Velp in Vissenaken
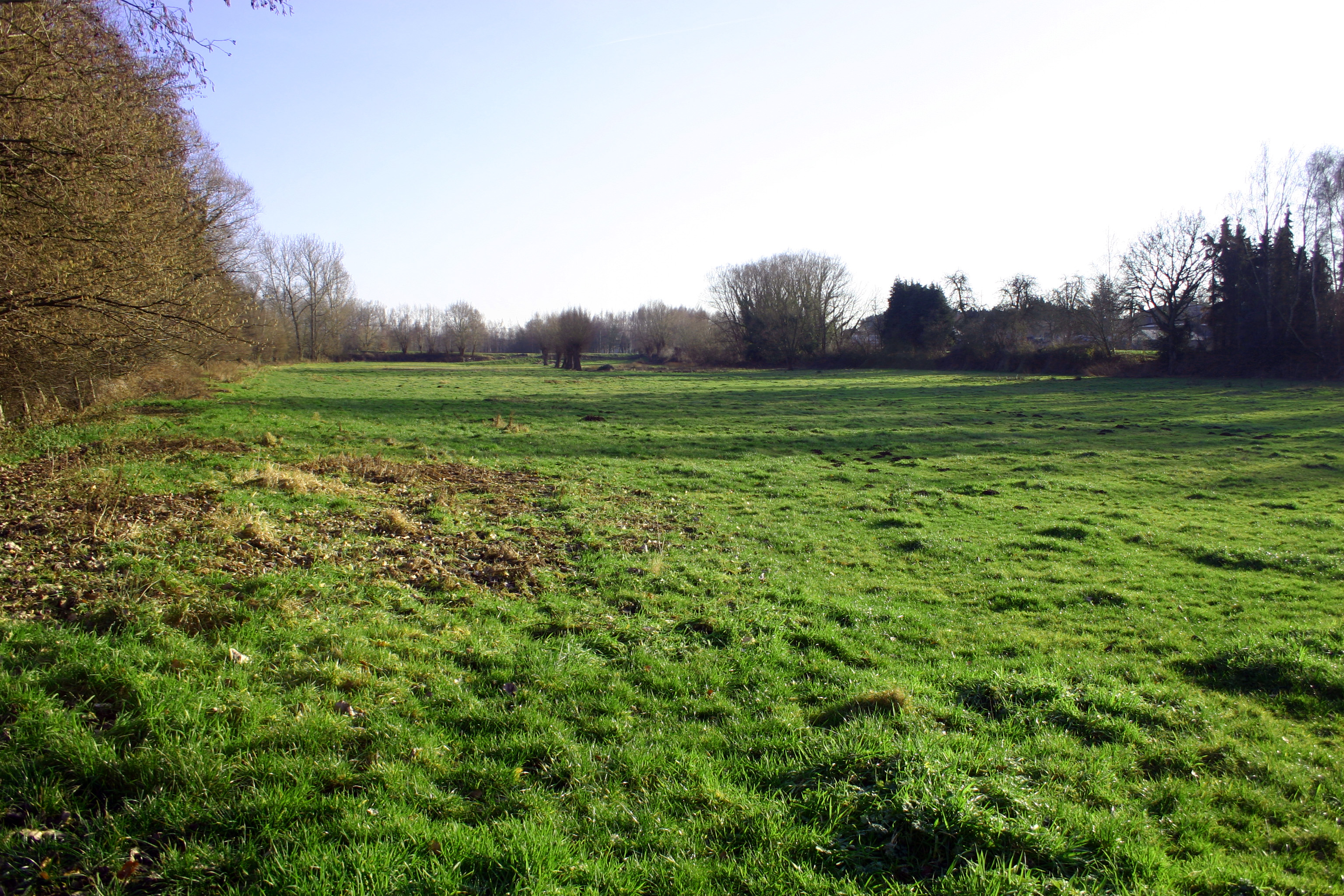
Deel van de Rozendaalvallei
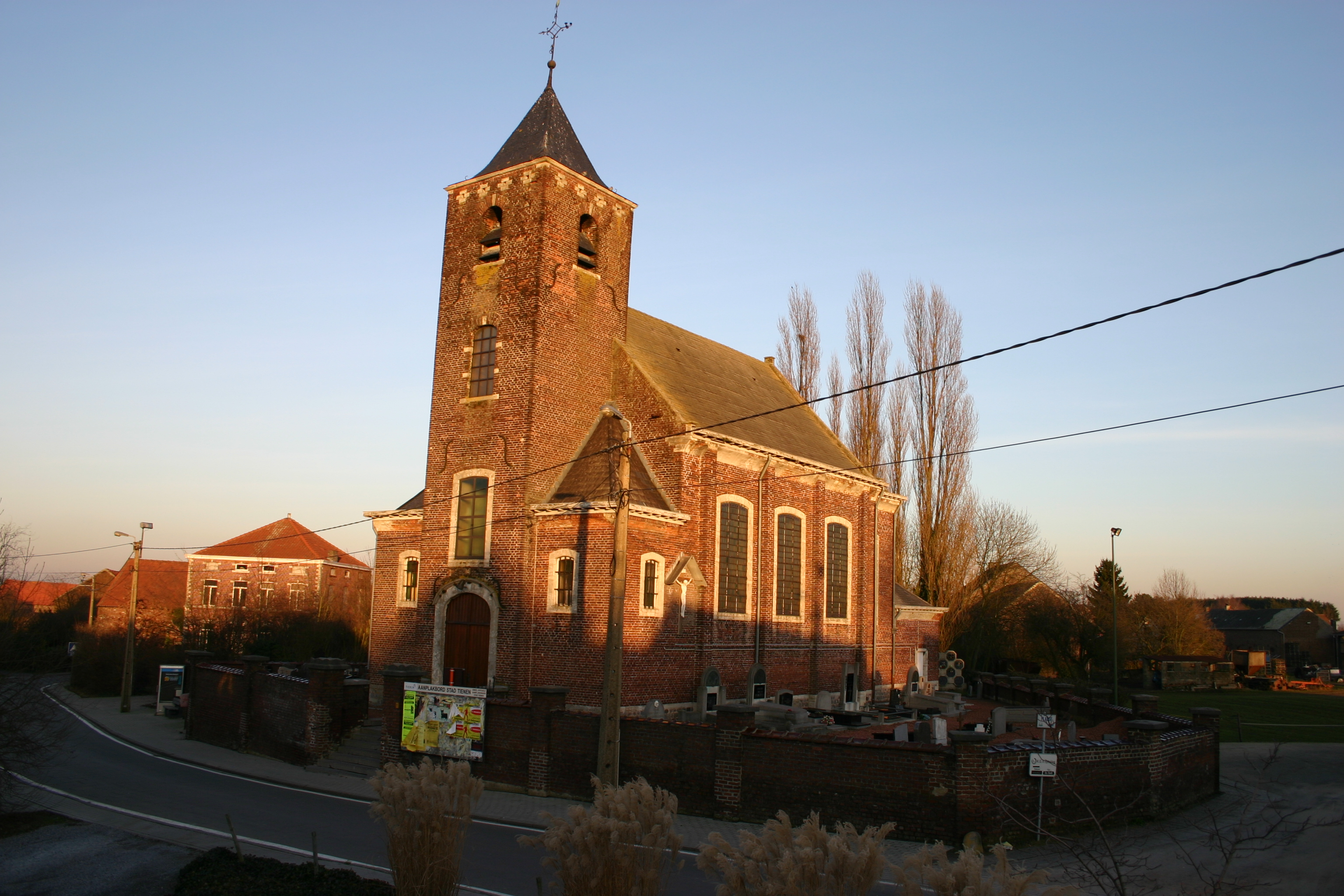
Sint-Maartenskerk
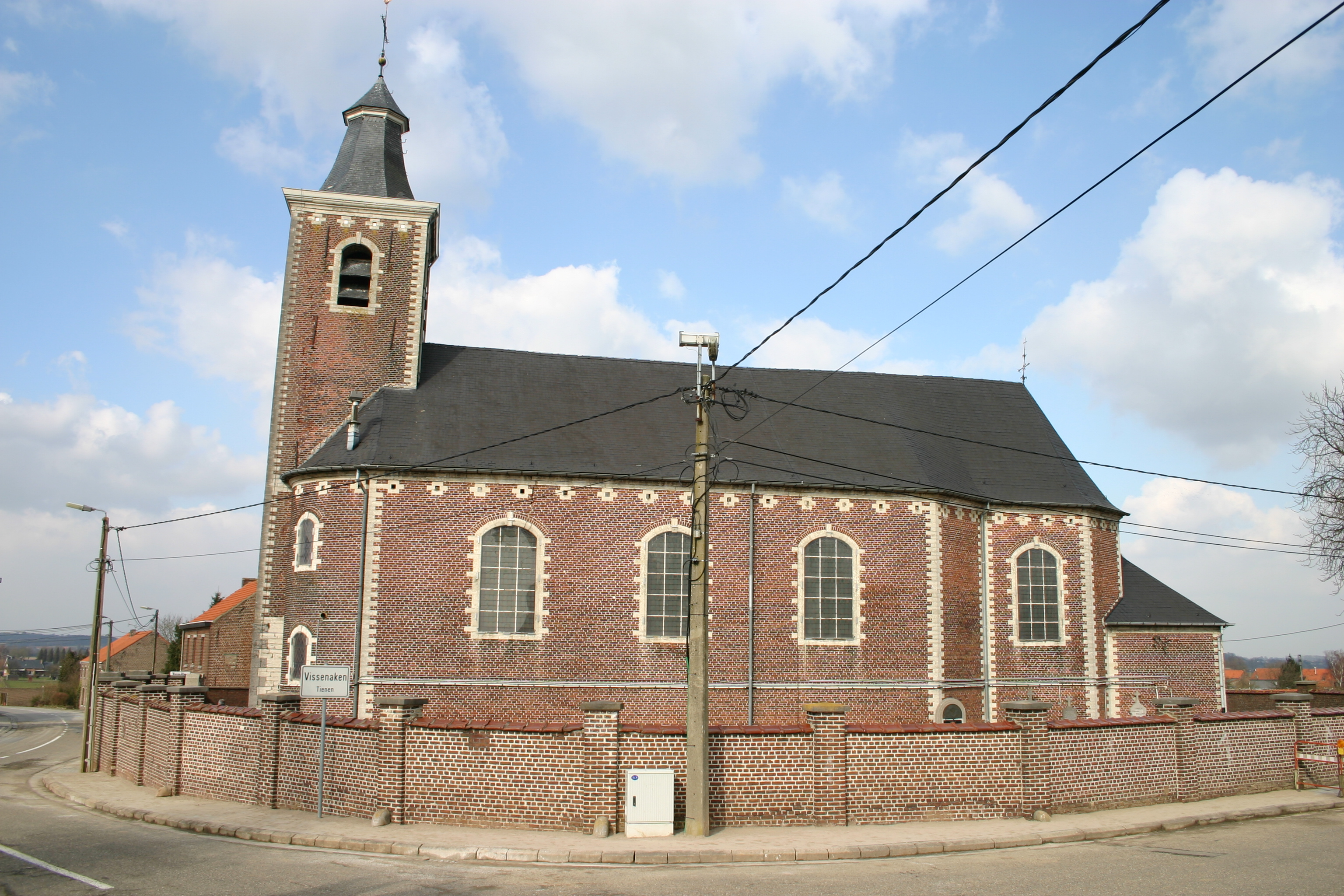
Sint-Pieterskerk

## Nabijgelegen kernen
Tienen, Bunsbeek, Kerkom, Kumtich